# War of the Planets
War of the Planets (ang. Wojna planet) – włoski film science-fiction z 1966 roku w reżyserii Antonio Margheriti.
Główne role grają Tony Russel oraz Lisa Gastoni.  Scenariusz napisali Ivan Reiner oraz Renato Moretti, muzykę skomponował Angelo Francesco Lavagnino. Film zmontowany został przez Angela Coly'ego i trwa 105 minut.
Nazwisko Tony'ego Russela w napisach otwierających film zawiera błąd, podane jest bowiem jako "Tony Russell".
Film jest drugim z serii "Gamma One". Pierwszym jest "Wild, Wild Planet", trzecim "War Between the Planets, a czwartym i ostatnim- "Snow Devils".